# Kamionki (województwo podkarpackie)
Kamionki – dawna wieś, leżąca na obszarze obecnego województwa podkarpackiego, w  powiecie sanockim, w gminie Zagórz. Leżała u podnóży pasma Wysokiego Działu, po północno-wschodniej stronie szczytu Dział, w głębokiej dolinie między Działem a Suliłą.
Po dawnej wsi zachowało się miejsce po cerkwi, pojedyncze kamienie dawnego cmentarza przycerkiewnego, zarośnięte piwnice domostw oraz kamienny cokół na którym do II wojny znajdował się krzyż, ustawiony w miejscu, gdzie w roku 1928 wilki pożarły leśniczego, wracającego tędy z Turzańska do Kalnicy.

## Historia
Wieś lokowano na prawie wołoskim przed 1552 w dobrach Tarnawskich. W II Rzeczypospolitej w woj. lwowskim (powiat leski, gmina Łukowe). Tam 17 września 1934 weszły w skład gromady o nazwie Kamionki w gminie Dobromil, składającej się z samej wsi Kamionki.
Podczas II wojny światowej gromadę Kamionki włączono do Generalnego Gubernatorstwa (dystrykt krakowski, Landkreis Sanok). Kamionki w 1943 roku liczyły 256 mieszkańców. Zostały zniszczone i wysiedlone podczas II wojny światowej i tuż po jej zakończeniu. Zniszczona została cała zabudowa miejscowości wraz z cerkwią z 1854 roku.
Po wojnie ponownie w gminie Łukowe w powiecie przemyskim w nowo utworzonym województwie rzeszowskim. 1 lipca 1952 Kamionki stanowiły jedną z 13 gromad gminy Łukowe. 
W związku z reformą znoszącą gminy jesienią 1954 roku, Kamionki włączono do nowo utworzonej gromady Baligród.
1 stycznia 1973 obręb ewidencyjny Kamionki wszedł w skład nowo utworzonej gminy Tarnawa Górna, a 1 lutego 1977 do nowo utworzonej gminy Zagórz.
W latach 1975–1998 należała administracyjnie do województwa krośnieńskiego.